# 石山 (新潟市)
石山（いしやま）は、新潟県新潟市東区の町字。現行行政地名は石山一丁目から石山六丁目と大字石山。住居表示は一丁目から六丁目が実施済み区域、大字が未実施区域。郵便番号は950-0852。

## 概要
1889年（明治22年）から現在の大字。および1980年（昭和55年）から現在までの町丁で、栗ノ木川東部に位置する。もとは江戸時代から1889年（明治22年）まであった石山新田の区域の一部で、地名の由来は加賀国石山にあった照大寺が当地に移転したことによる。

### 隣接する町字
北から東回り順に、以下の町字と隣接する。
- 卸新町
- 下場
- 新石山
- 粟山
- もえぎ野
- 東明
- 紫竹卸新町

※ 栗ノ木川を挟んで山二ツと隣接。

## 歴史
寛永年間の開発であるが、資料によって開発年が異なる。
1. 地元に伝わる伝承では、照大寺が加賀から移転してきた1628年（寛永5年）に開発が始まったとされる[5]。
2. 1697年（元禄10年）に作成された「新発田領寺社開基年書上」には、照大寺の開基は1638年（寛永15年）とされる[5]。
3. （元禄12年）に作成された「横越組新村年代方角親村付帳」には、1640年（寛永17年）の開発とされる[5]。

### 分立した町字
1889年（明治22年）以後に、以下の町字が分立。
卸新町（おろししんまち）
1972年（昭和47年）に分立した町字。
江南（こうなん）
1976年（昭和51年）に分立した町字。
新石山（しんいしやま）
1976年（昭和51年）に分立した町字。
東明（とうめい）
1976年（昭和51年）に分立した町字。

### 年表
- 1877年（明治10年）6月23日 : 東山二ッ新田を編入。
- 1889年（明治22年）4月1日 : 合併により石山村の大字となる。
- 1943年（昭和18年）5月3日 : 合併により新潟市の大字となる。
- 1980年（昭和55年） : 一部が住居表示を行い町丁となる。
- 2007年（平成19年）4月1日 : 新潟市の政令指定都市移行により、東区の大字、町丁となる。

## 世帯数と人口
2018年（平成30年）1月31日現在の世帯数と人口は以下の通りである。
| 丁目       | 世帯数    | 人口    |
| ---------- | --------- | ------- |
| 石山一丁目 | 192世帯   | 454人   |
| 石山二丁目 | 180世帯   | 351人   |
| 石山三丁目 | 435世帯   | 980人   |
| 石山四丁目 | 250世帯   | 550人   |
| 石山五丁目 | 233世帯   | 517人   |
| 石山六丁目 | 393世帯   | 834人   |
| 計         | 1,683世帯 | 3,686人 |

## 小・中学校の学区
市立小・中学校に通う場合、学区は以下の通りとなる。
| 大字・丁目 | 番地                | 小学校                 | 中学校               |
| ---------- | ------------------- | ---------------------- | -------------------- |
| 石山       | 全域                | 新潟市立中野山小学校   | 新潟市立石山中学校   |
| 石山一丁目 | 全域                | 新潟市立江南小学校     | 新潟市立石山中学校   |
| 石山二丁目 | 1～7番              | 新潟市立江南小学校     | 新潟市立石山中学校   |
| 石山二丁目 | 8番                 | 新潟市立南中野山小学校 | 新潟市立東石山中学校 |
| 石山三丁目 | 全域                | 新潟市立南中野山小学校 | 新潟市立東石山中学校 |
| 石山四丁目 | 全域                | 新潟市立南中野山小学校 | 新潟市立東石山中学校 |
| 石山五丁目 | 2番13～25号 4～10番 | 新潟市立南中野山小学校 | 新潟市立東石山中学校 |
| 石山五丁目 | 1番 2番1～11号 3番  | 新潟市立中野山小学校   | 新潟市立石山中学校   |
| 石山六丁目 | 全域                | 新潟市立中野山小学校   | 新潟市立石山中学校   |

## 主な企業・施設
- 新潟市石山南まちづくりセンター
- スーパーウオエイ 石山店

## 交通

### 鉄道
東日本旅客鉄道在来線
- 越後石山駅
  - ■信越本線

### 道路
県道
- 新潟県道290号曽野木一日市線

### バス
新潟交通路線バス
- 郊外線（石山・亀田方面）
  - 石山駅入口北停留所 - 石山六丁目停留所
    - 950 山二ツ線 山二ツ・石山団地経由

  - 石山駅入口南停留所
    - 961 東明線 東明経由 北高校発着
    - 962 東明線 東明経由 大江山発着
    - 963 東明線 【モーニングライナー(I)】北高校始発 東明経由 学校町方面